# فرودگاه شاه مخدوم
فرودگاه شاه مخدوم (به انگلیسی: Shah Makhdum Airport) یک فرودگاه همگانی با کد یاتا RJH است که یک باند فرود آسفالت دارد و طول باند آن ۱۸۲۹ متر است. این فرودگاه در کشور بنگلادش قرار دارد و در ارتفاع ۲۰ متری از سطح دریا واقع شده است.

## شرکت‌های هواپیمایی و مقصدهای پروازی
| شرکت‌های هواپیمایی      | مقصدهای پروازی |
| ---------------------- | -------------- |
| بیمان بنگلادش ایرلاینز | شاه‌جلال        |
| نوووایر                | شاه‌جلال        |
| US-Bangla Airlines     | شاه‌جلال        |